# Monumento a Washington
El Monumento a Washington (Washington Monument) normalmente hace referencia al gran obelisco blanco localizado en el extremo al oeste del National Mall de Washington D. C. Es un monumento conmemorativo al primer presidente de los Estados Unidos y líder del revolucionario Ejército Continental, George Washington, que ganó la independencia del país luchando frente a los británicos en la Guerra de la Independencia. En 1884, el monumento se convirtió en la estructura más alta del mundo, hasta que se construyó la Torre Eiffel en 1889.
El monumento está elaborado en mármol, granito, piedra arenisca, acero y tiene una altura de 169 metros y 14 centímetros. Fue diseñado por Robert Mills, un prominente arquitecto estadounidense de la década de 1840. La construcción comenzó en 1848 y se terminó en 1884, casi 30 años después de la muerte del arquitecto. Esta tardanza se debió a la falta de fondos originados por la guerra civil estadounidense. La diferencia en el tipo de mármol (visible aproximadamente a partir de una altura de unos 50 m) delimita la construcción inicial de la segunda etapa de construcción.

## Motivación del monumento
Cuando la Guerra de Independencia de los Estados Unidos acabó, no había nadie en los Estados Unidos al que se tuviese más respeto que George Washington. Los estadounidenses celebraron su habilidad para ganar la guerra en inferioridad de armamento y con hombres inexpertos, y admiraban su decisión de rechazar un salario y aceptar solamente ingresos por sus gastos. Su admiración creció aún más cuando se supo que rechazó el proyecto de algunos de sus hombres de hacerle rey del nuevo país. Abigail Adams, la esposa de John Adams, lo describió como “educado con dignidad, afable sin familiaridad, distante sin arrogancia, sereno sin austeridad, modesto, sabio y bueno”.
Washington se retiró a su plantación en Mount Vernon después de la guerra, pero pronto tuvo que decidir sobre su vuelta a la vida pública. Se hizo evidente que los Artículos de la Confederación (Articles of Confederation) habían dejado al gobierno federal muy debilitado, sin poder subir los impuestos, regular el comercio ni controlar las fronteras. Muchos como James Madison empezaron a pedir una convención que aumentase la fuerza del gobierno. Washington no tenía muchas ganas de ir, ya que tenía asuntos de negocios en Mount Vernon. Finalmente decidió ir, ya que "ver a la nación contenta... es el deseo de mi alma", y así trabajó como representante de Virginia. Durante el verano de 1787 el resto de delegados lo eligieron para presidir las deliberaciones que, finalmente, darían lugar a la Constitución de los Estados Unidos de América.

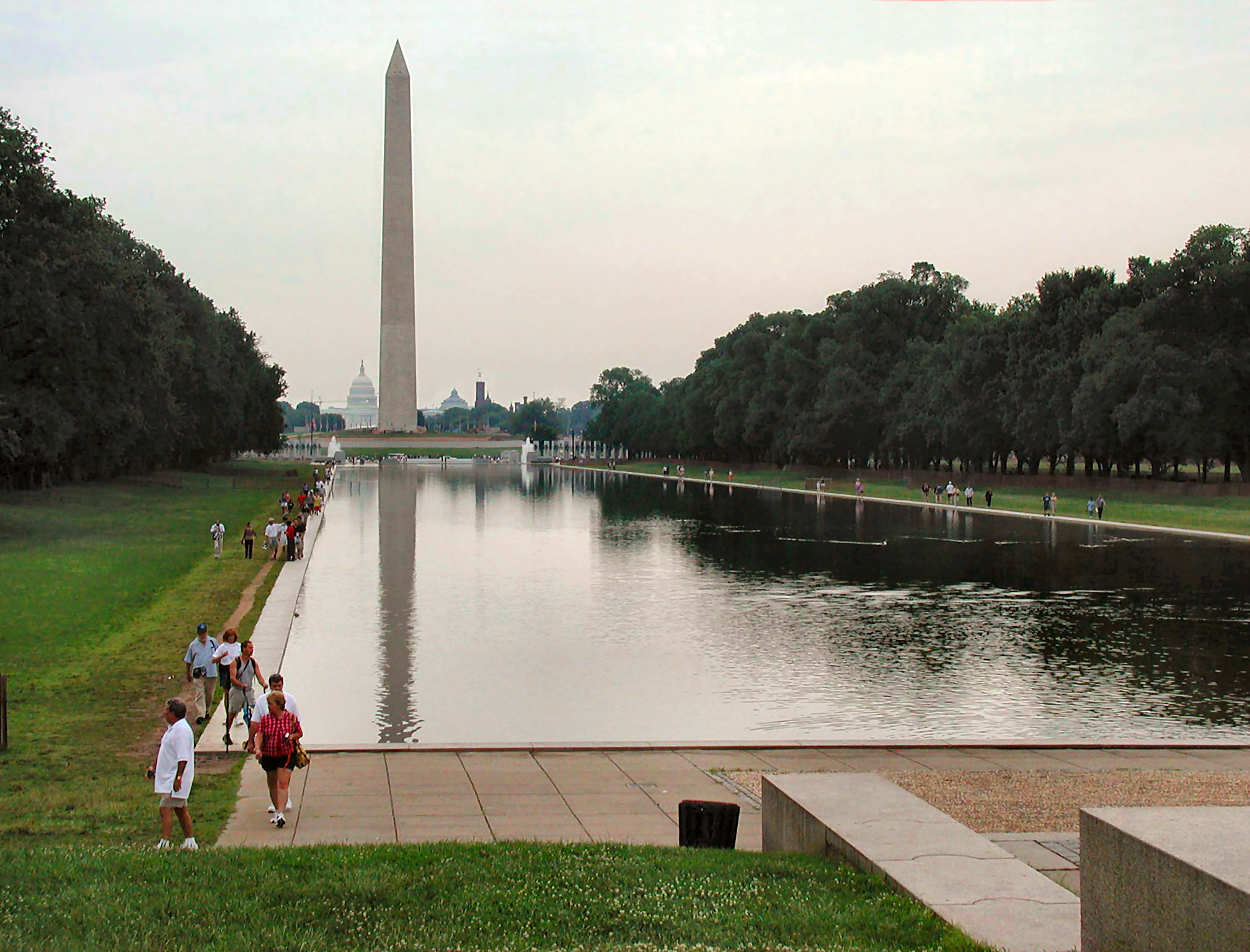
El Monumento a Washington se ve reflejado en el "estanque del reflejo" (Reflecting Pool), un estanque rectangular alargado hacia el oeste, en dirección al Monumento a Lincoln.

Una parte clave de la constitución fue el establecimiento del cargo de presidente de los Estados Unidos. Nadie parecía más cualificado para el puesto que Washington, y en 1789 comenzó el primero de sus dos mandatos. Usó el respeto que su pueblo le tenía para desarrollar el respeto hacia sus nuevas funciones, aunque al mismo tiempo intentó acallar los miedos de aquellos que consideraban que el poder del presidente se convertiría en tan fuerte como el del rey contra el que habían luchado. Así intentó crear el tipo de gobierno sólido que creyó que la nación necesitaba, apoyando un banco nacional, recogiendo impuestos para pagar los gastos, y fortaleciendo el Ejército y la Armada. Aunque mucha gente quiso que se quedase un tercer mandato, en 1797 se retiró otra vez a Mount Vernon.
Washington murió súbitamente dos años más tarde. Su muerte provocó gran tristeza, y surgieron los intentos de honrarle. Ya en 1783, el Congreso Continental decidió «Que fuese erigida una estatua ecuestre de George Washington en el lugar donde se estableciese la residencia del Congreso». La propuesta proclamaba grabar en la estatua: «en honor de George Washington, el ilustre comandante del Ejército de los Estados Unidos de América durante la guerra que justificó y aseguró su libertad, soberanía e independencia». Aunque es fácil entender porque no ocurrió nada mientras el gobierno no tuvo una sede permanente, tampoco hubo progresos cuando el Congreso se estableció en Washington D. C.
Diez días después de la muerte del presidente Washington, un comité del congreso recomendó otro tipo de monumento. John Marshall, un representante de Virginia que sería juez presidente de la Corte Suprema de los Estados Unidos, propuso que se erigiese una tumba en el Capitolio de los Estados Unidos. Pero la falta de fondos, el desacuerdo sobre el tipo de monumento que honraría mejor al primer presidente del país, y la reticencia de la familia a trasladar el cuerpo detuvieron cualquier tipo de progreso en el proyecto. En los años venideros no hubo ningún tipo de avance.

## Diseño

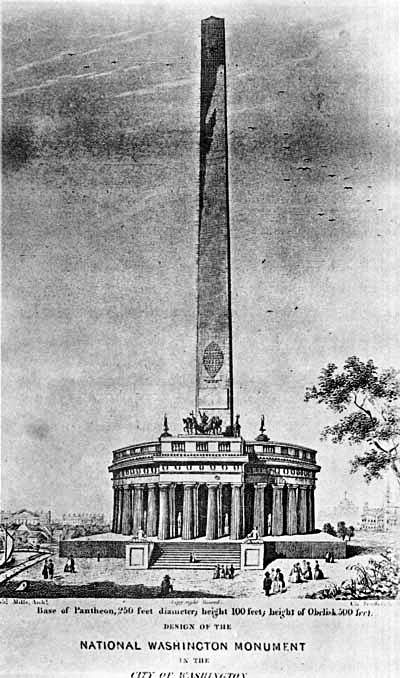
Un boceto de la propuesta del Monumento a Washington del arquitecto Robert Mills hacia 1836.

Los esfuerzos para construir el monumento finalmente se iniciaron en 1833. Ese año, cuando se celebraba el 100 aniversario del nacimiento de Washington, un grupo de ciudadanos formaron la Sociedad para el Monumento Nacional a Washington. Empezaron a recoger donaciones, de la forma que Blodgett había sugerido. A mediados de la década de 1830, habían recogido más de 28 000 dólares y anunciaron un concurso para el diseño del monumento.
El 23 de septiembre de 1835, el comité de administración de la Sociedad describió sus expectativas:

Se propone que al contemplar el monumento debe ser reflejo de aquel en cuyo honor se ha construido, sin semejante en el mundo, y proporcional a la gratitud, libertad y patriotismo del pueblo por el que se ha erigido... Debe armonizar esplendor con elegancia, y debe ser a la vez de tal magnitud y belleza como el orgullo del pueblo americano, y provocará la admiración de todo el que lo contemple. Sus materiales deben ser estadounidenses, de mármol y granito traído de todos los estados, y que todos los estados participen en la gloria de contribuir con materiales y fondos para su construcción.

En 1848 los miembros de la Sociedad decidieron empezar la construcción del obelisco y dejar el tema de la columnata para más adelante. Creyeron que si usaban los 87 000 dólares que ya habían recolectado, la apariencia del Monumento iba a espolear más donaciones para completar el proyecto.
Fue entonces cuando el Congreso donó 150 000 m² (37 acres) de terreno para el proyecto. El lugar que Pierre Charles L'Enfant había elegido para el monumento (ahora conocido como Embarcadero Jefferson) era pantanoso e inestable, lo que lo hacía desaconsejable para soportar el enorme peso de la estructura. La nueva ubicación estaba algo al este y al sur de la original, pero en cambio tenía muchas ventajas. «Presenta bellas vistas del río Potomac», como escribió un miembro de la Sociedad, y «está tan elevado que el monumento será visto desde todas las partes del entorno». Como es terreno público «está seguro frente a futuras obstrucciones visuales... [y] será visto desde Mount Vernon, donde reposan las cenizas de nuestro jefe».

## Construcción

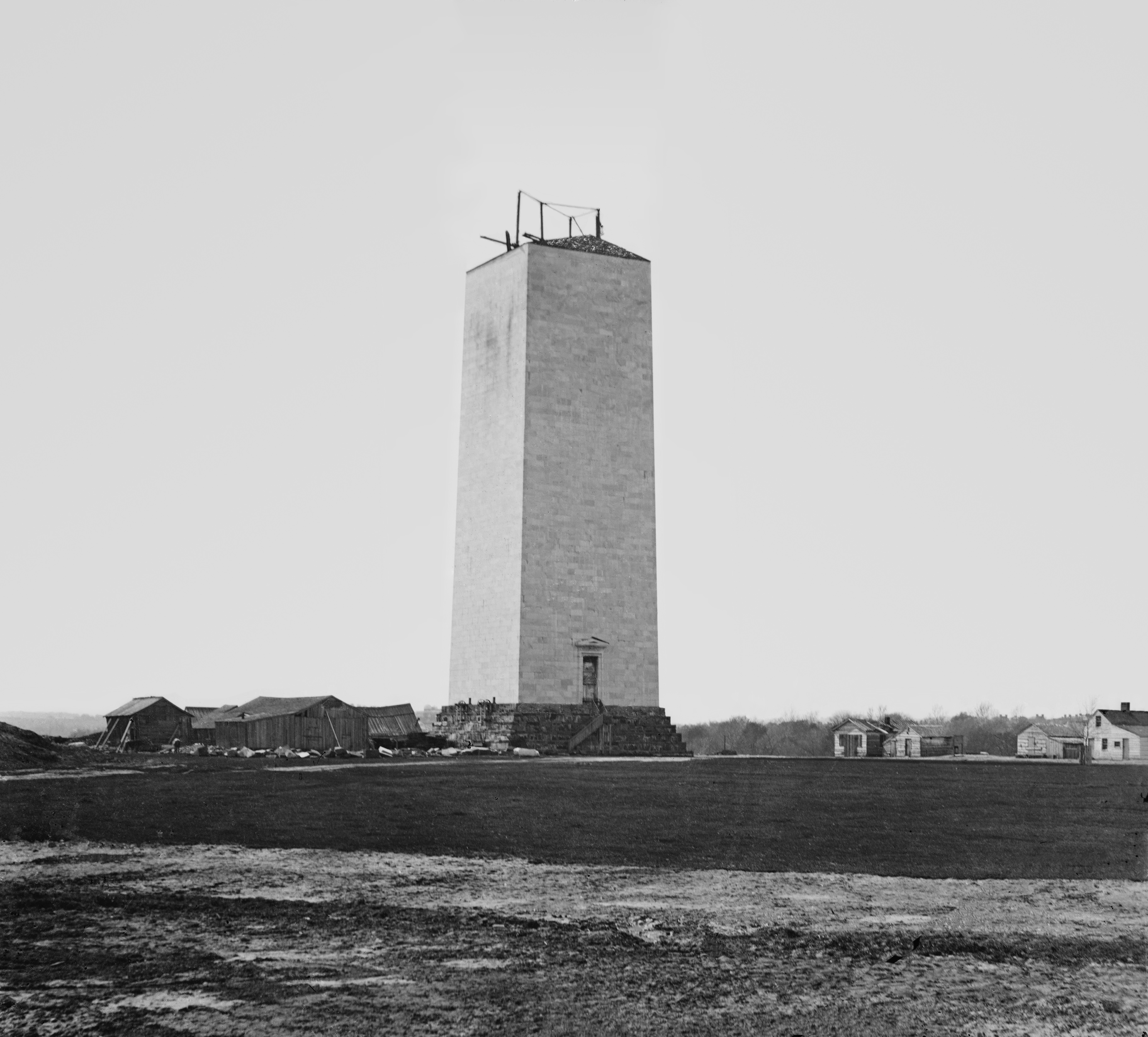
El monumento parcialmente completado, fotografiado por Mathew Brady hacia 1860.

Las excavaciones para los cimientos del Monumento a Washington empezaron en primavera de 1848. La primera piedra se puso el 4 de julio, en una ceremonia elaborada por los masones. A esta organización fraternal mundial pertenecía George Washington. Los discursos de ese día mostraron que la nación seguía amando a Washington. Un celebrante dijo: «No habrá más Washingtons en nuestro tiempo... pero sus virtudes se han grabado en el corazón de la humanidad. El que es grande en el campo de batalla mira con orgullo el liderazgo de Washington. El que crece con sabiduría de sus consejos se siente como si imitase a Washington. El que puede renunciar al poder en contra de los deseos del pueblo, tiene el brillante ejemplo de Washington».
Las construcciones continuaron hasta 1854 cuando las donaciones se acabaron. Al año siguiente, el Congreso votó a donar $200.000 para continuar los trabajos, pero cambiaron de idea antes de gastarse el dinero. Este cambio de opinión llegó porque se adoptó una nueva política de la Sociedad en 1849. Se acordó, tras la petición de gente de Alabama, que los estados y territorios donasen piedras conmemorativas que pudiesen encajar conformando la edificación. Los miembros de la Sociedad pensaban que esta práctica haría que los ciudadanos se sintiesen parte de la construcción del Monumento, y también se reduciría el coste de piedras a comprar.
Bloques de mármol de Maryland, de granito y piedra arenisca llegaron a ritmo constante a la obra. Tribus indias estadounidenses, organizaciones profesionales, sociedades, negocios y naciones del extranjero donaron bloques de piedra de 1,2 por 0,6 por 0,3 o 0,5 m (4 pies por 2 pies por 12 o 18 pulgadas). Sin embargo, muchas piedras llevaban inscripciones de poca relevancia para el monumento. Así, una de los Templarios del Honor y la Templanza decía «Nosotros no compraremos ni venderemos ni usaremos como bebida ninguna bebida de alta graduación alcohólica, ni licores de malta, vino, sidra, o cualquier otro licor alcohólico».

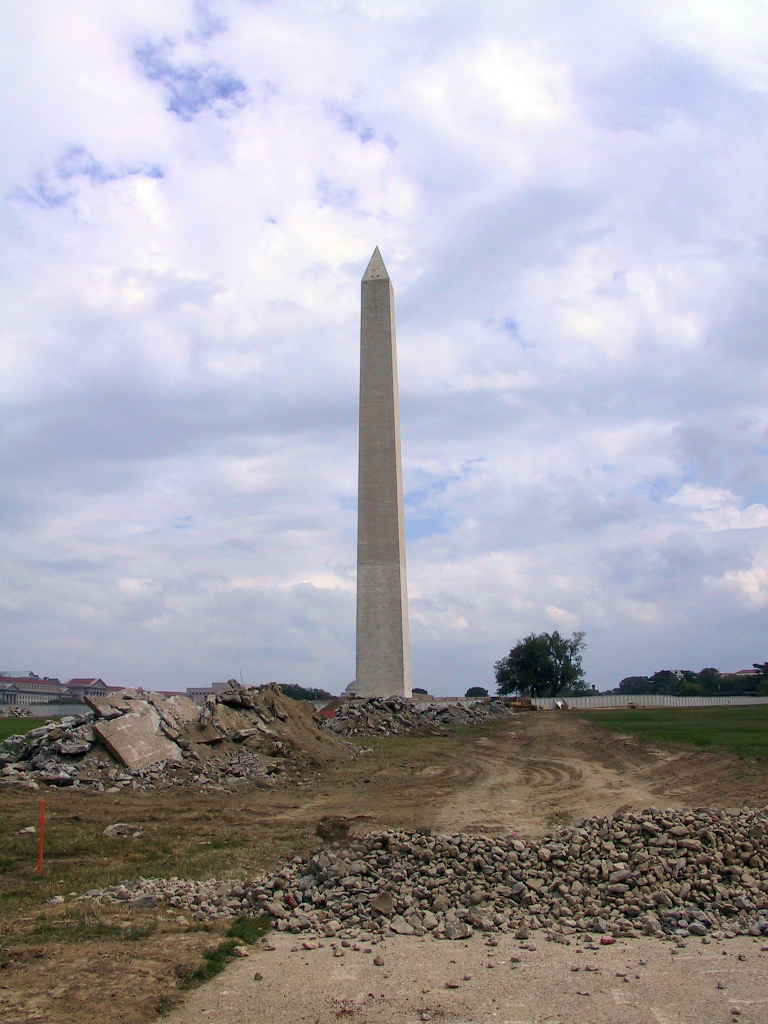
Los terrenos del Monumento a Washington en fase de rediseño y para mejorar la seguridad en 2004.

Sin embargo, una de las piedras conmemorativas fue la que desencadenó los acontecimientos que acabaron con la paralización de la donación del Congreso y, consecuentemente, con la construcción del monumento. A principio de la década de 1850, el papa Pío IX contribuyó con un bloque de mármol. En marzo de 1854, miembros del partido estadounidense nativista contra el catolicismo (más conocidos como Know Nothings) robaron la piedra papal en acto de protesta y supuestamente la tiraron al río Potomac. Después, para asegurarse de que el monumento cumplía su definición de "estadounidense", los Know-Nothings llevaron a cabo una elección fraudulenta para conseguir el poder de la Sociedad [cita requerida]. 
El Congreso retiró inmediatamente la contribución de 200 000 dólares. Los Know-Nothings retuvieron el control de la Sociedad hasta 1858, añadiendo 13 niveles de albañilería al Monumento, los cuales fueron de tan mala calidad que posteriormente se tuvieron que retirar. Incapaces de recolectar suficiente dinero para acabar el monumento, bajó su apoyo popular. Finalmente, los Know-Nothings se rindieron y devolvieron el control a la antigua Sociedad, pero la parada en las obras duró hasta después de la Guerra Civil. Como se puede apreciar, el tercio inferior del monumento tiene un color diferente al resto. Cuando la construcción se reanudó después de la Guerra Civil, los constructores no pudieron encontrar la misma piedra utilizada con anterioridad, por lo que la apariencia cambió.
El interés por el monumento creció tras el fin de la Guerra Civil. Los ingenieros estudiaron en varias ocasiones los cimientos para ver si aún eran suficientemente resistentes. En 1876, durante el centenario de la Declaración de Independencia de los Estados Unidos, el Congreso accedió a donar otros 200 000 dólares para proseguir la construcción. El monumento, que había estado durante casi 20 años con menos de un tercio de su altura planeada, parecía que sería completado finalmente. 
Antes de poder ponerse a trabajar otra vez, volvieron a surgir críticas del diseño apropiado. Muchos pensaban que sólo el obelisco, sin las columnas de alrededor, sería demasiado escueto. El arquitecto Mills era conocido por haber dicho que el monumento sin las columnas sería como «un ramo de espárragos». Otro crítico dijo que ofrecía «poco de lo que estar orgullosos».
Esta actitud llevó a la gente a enviar diseños alternativos. Tanto la Sociedad para el Monumento Nacional a Washington como el Congreso mantuvieron conversaciones sobre cómo se debía acabar el monumento. La Sociedad consideró cinco nuevos diseños, concluyendo que el de William Wetmore Story parecía «muy superior en gusto artístico y belleza». El Congreso también discutió sobre los nuevos cinco diseños así como el original de Mills. Mientras se decidían se mantuvo la orden de seguir construyendo el obelisco. Finalmente los miembros de la Sociedad acordaron abandonar la idea de las columnas y modificar el obelisco para que cumpliese las proporciones clásicas egipcias.
La construcción se reanudó en 1879, bajo la dirección del teniente coronel Thomas Lincoln Casey del Cuerpo de Ingenieros del Ejército de los Estados Unidos. Casey rediseñó los cimientos para que pudiesen soportar una estructura cuyo peso final iba a ser de más de 40 000 toneladas. Entonces, siguiendo las órdenes de la Sociedad, consiguió utilizar las piedras conmemorativas que habían quedado acumuladas. Aunque mucha gente las ridiculizaba, Casey consiguió poner las 193 en las zonas interiores.
La construcción del Monumento iba a gran velocidad, ya que el Congreso aportaba los fondos suficientes. En cuatro años se acabó, con una última piedra de 100 onzas (2,8 kilogramos) puesta el 6 de diciembre de 1884, durante la celebración de una ceremonia. En aquella época fue el mayor trozo de aluminio moldeado. El monumento se abrió al público el 9 de octubre de 1888.

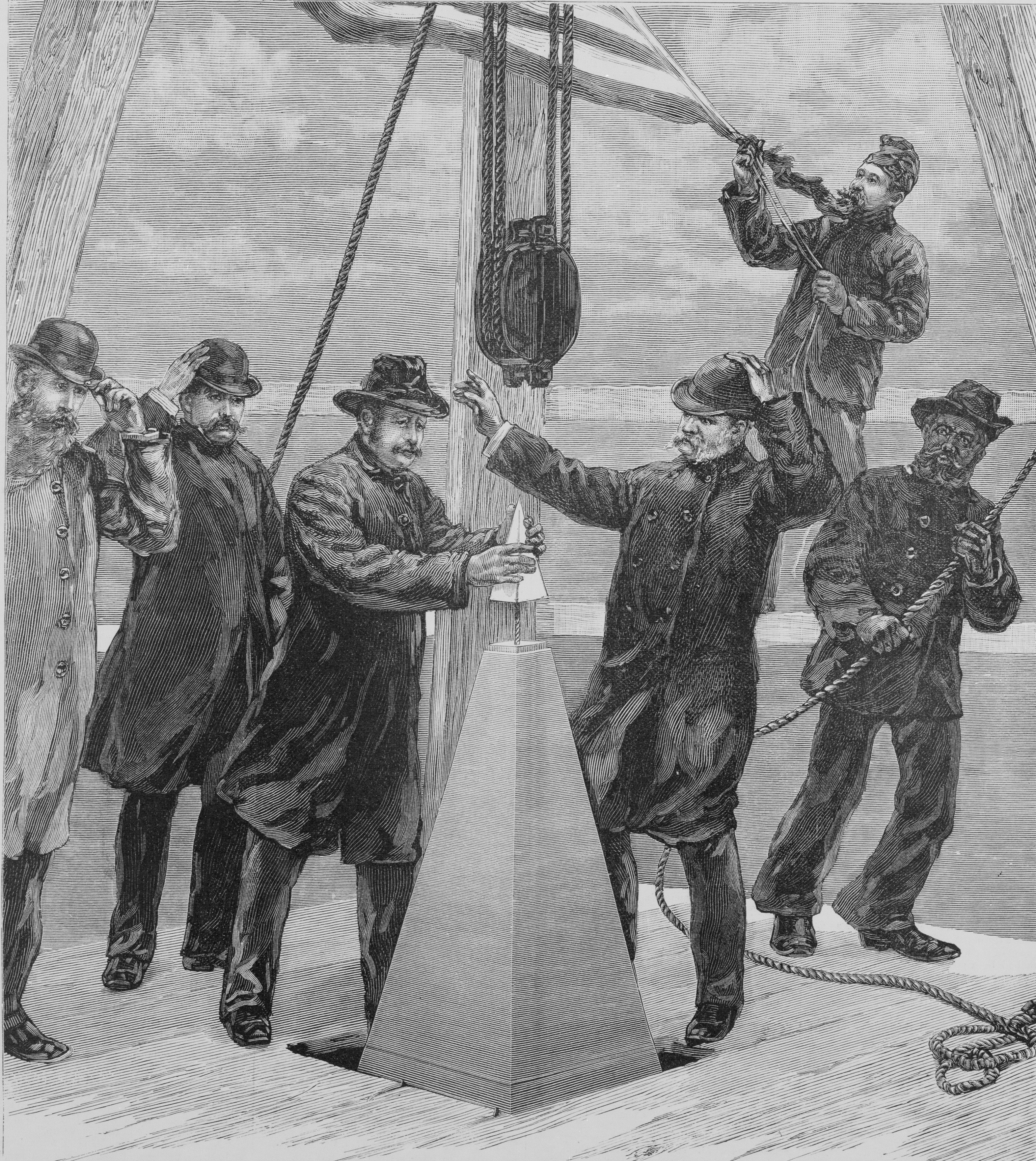
Momento de la colocación del piramidión sobre la última piedra.

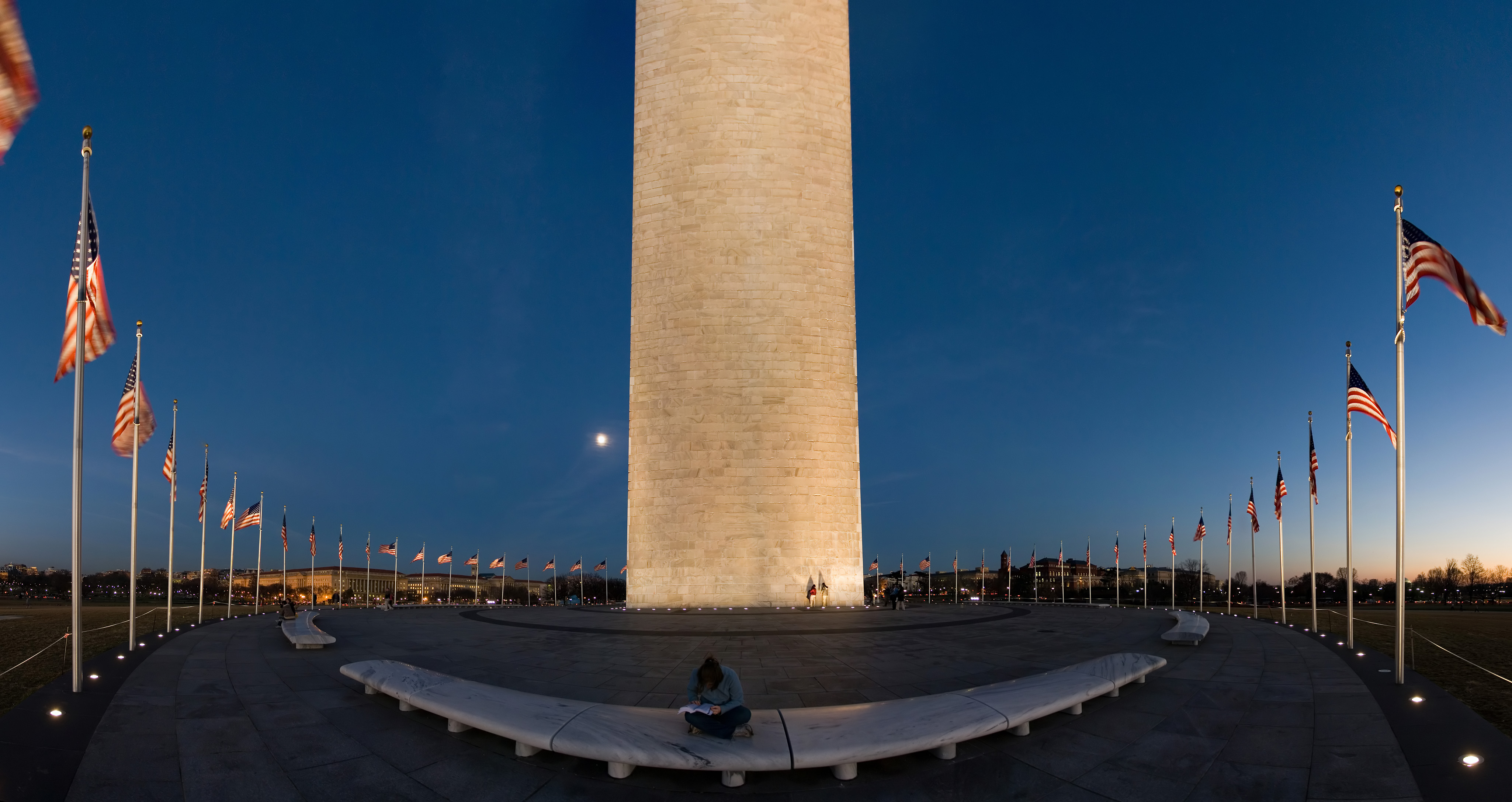
Una vista panorámica que muestra las banderas que rodean al monumento. Los turistas esperan junto a la base.

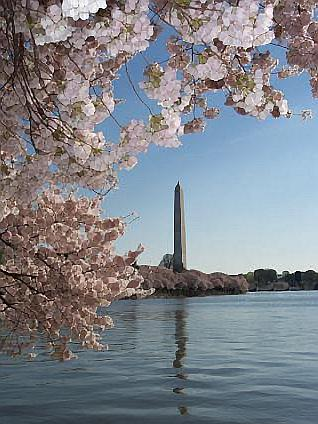
Cerezos en flor.

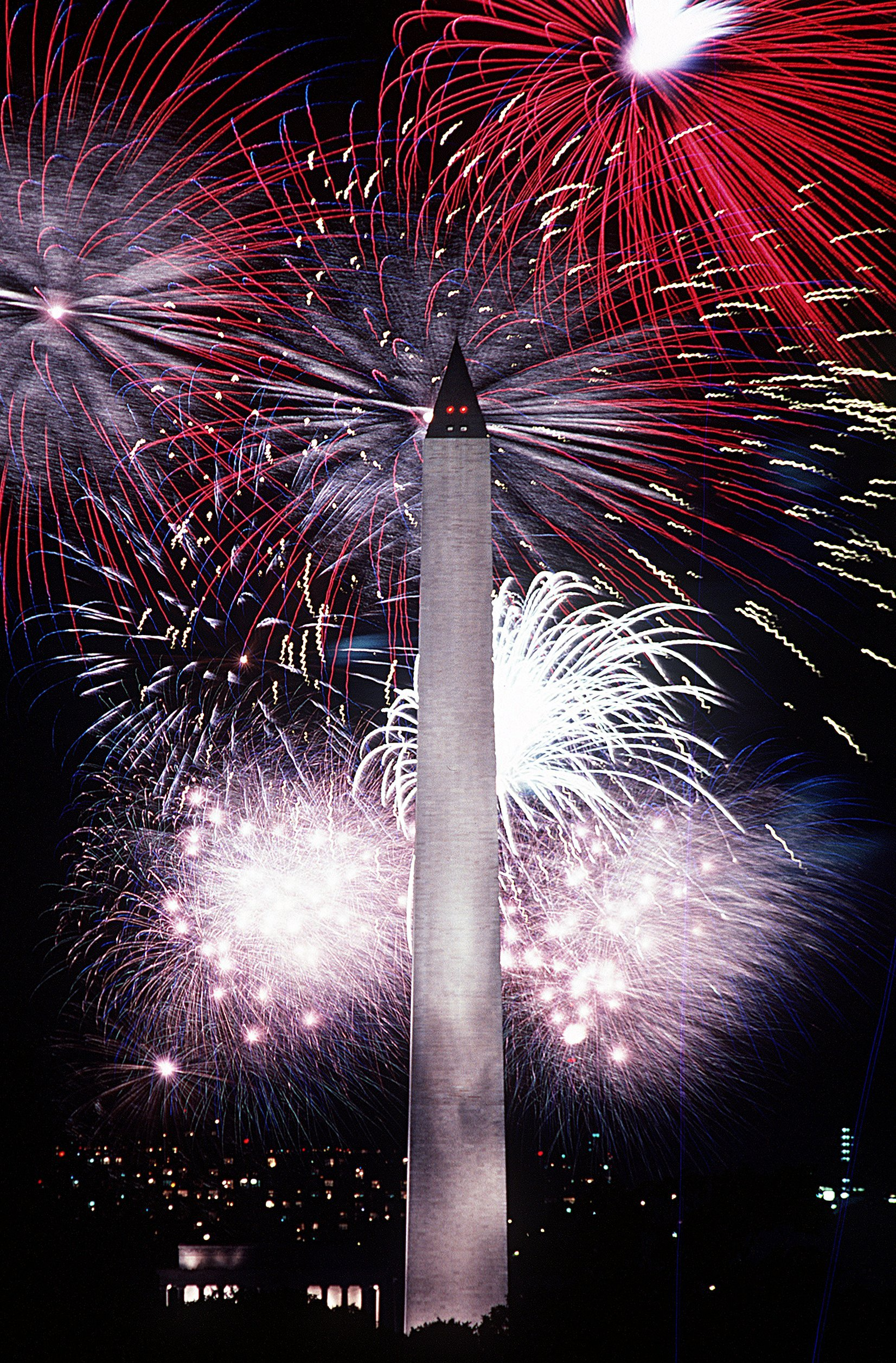
Estos fuegos artificiales sobre el Reflecting Pool entre el Monumento a Washington y el Monumento a Lincoln son típicos de las celebraciones del Día de la Independencia de los Estados Unidos.

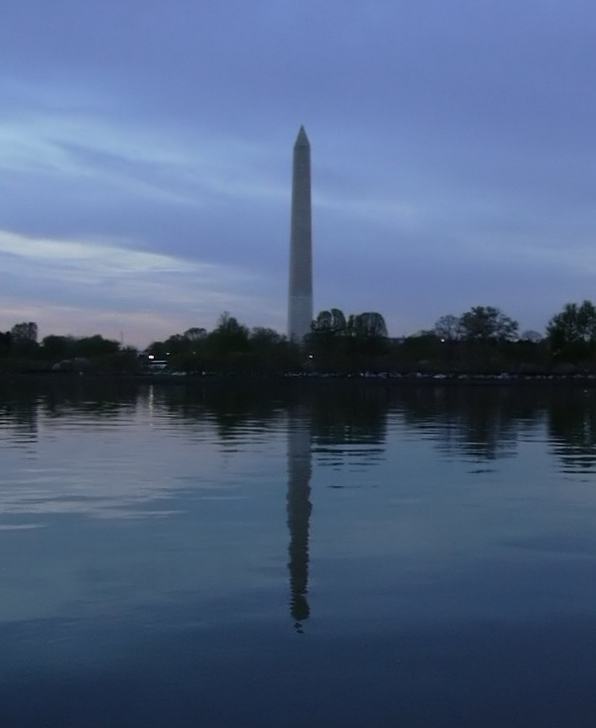
El Monumento a Washington al atardecer, visto desde el Monumento a Jefferson.

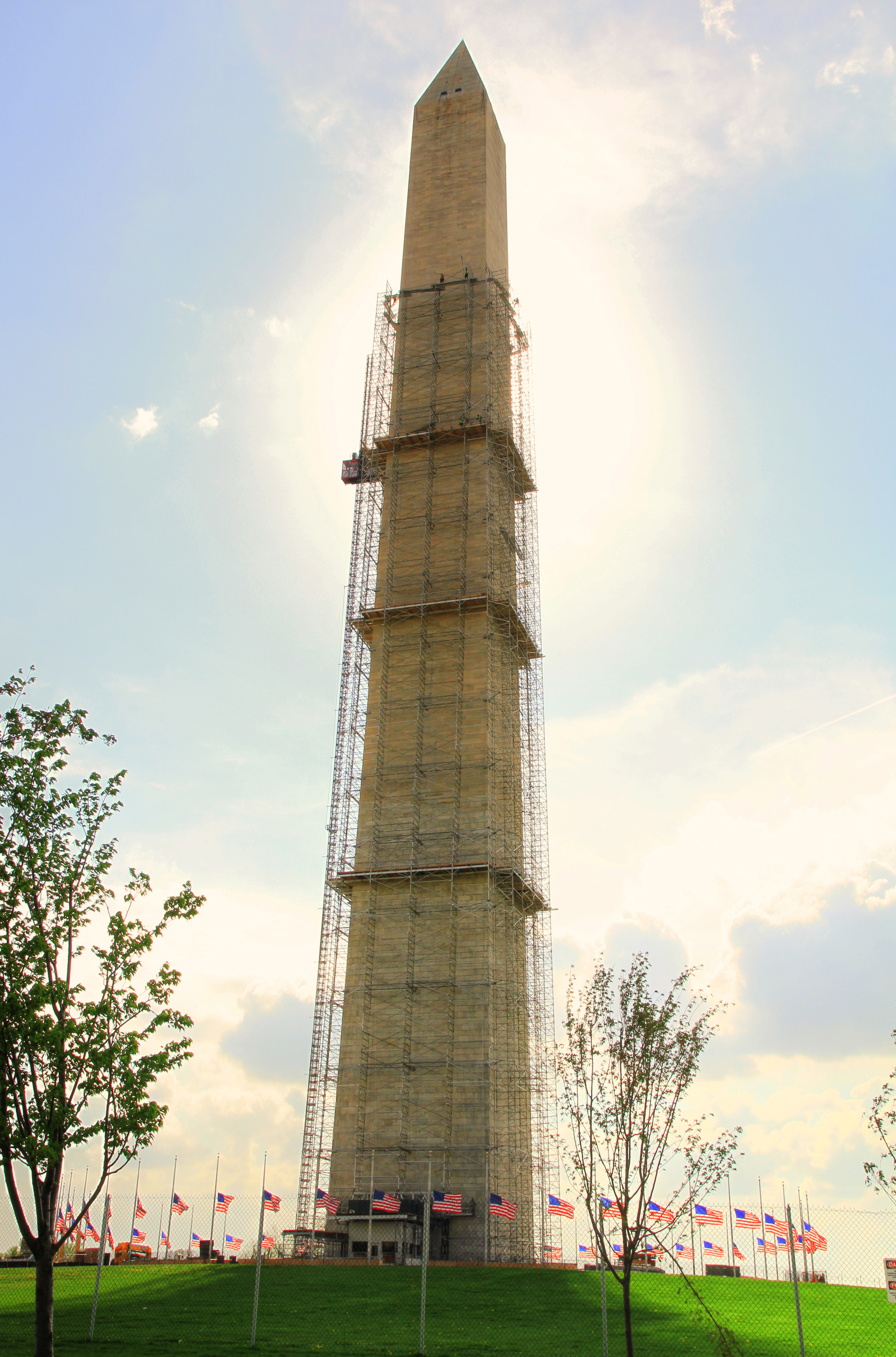
Reparando el Monumento a Washington

## Historia desde la inauguración
Cuando se concluyó era la más alta construcción del mundo. Aún es la más alta construcción de Washington D. C., y debido a las leyes de 1910, restringiendo la altura de los edificios (no pueden ser más altos que la anchura de la calle en las que están, más 6 metros) probablemente va a continuar siéndolo. Hay una falta de conocimiento sobre la ley, ya que mucha gente cree que los edificios no pueden ser mayores que el Monumento a Washington, aunque en la ley no se nombra este monumento. Los obeliscos de la antigüedad no tenían alturas mayores de 30 metros (100 pies), lo que hace de este monumento un obelisco mucho mayor de los que se encuentran en capitales de Europa y Egipto.
El Monumento a Washington atrajo a multitud de gente, incluso antes de abrirse oficialmente. Durante los seis meses posteriores a su inauguración 10 041 personas subieron los 893 escalones hasta la cima. El número de visitantes aumentó tras el acondicionamiento para pasajeros del ascensor que hasta el momento se utilizaba para llevar material a la cima. Hacia 1888 unas 55 000 personas subían a la cima cada mes, y actualmente el monumento es visitado por más de 800 000 turistas al año. Como todas las áreas administradas por el Servicio Nacional de Parques, el monumento se inscribió en el Registro Nacional de Lugares Históricos el 15 de octubre de 1966.
En diciembre de 1982, el monumento fue «tomado como rehén» durante 10 horas por Norman Mayer, un manifestante contra las armas nucleares. Decía tener explosivos en una furgoneta que aparcó junto al monumento. Ocho turistas que se encontraban en el monumento en el momento del incidente pudieron ser liberados, finalizando cuando la Policía de Parques de los Estados Unidos abrió fuego contra Mayer y lo mató. El monumento resultó intacto, y se descubrió que Mayer no llevaba explosivos.
El 4 de julio de 2005 se completó el proyecto para mejorar la seguridad del entorno del monumento. El diseño consistió en una serie de muretes circulares concéntricos de 0,76 metros de altura (30 pulgadas), diseñados para permitir el paso de peatones o ciclistas, pero impedir el de vehículos. Además, en septiembre de 2004, se llevó a cabo una mejora en la iluminación exterior del monumento.
Los visitantes fueron evacuados el 7 de octubre de 2005 tras una amenaza de bomba. Nunca se encontró la bomba. Una segunda amenaza de bomba se recibió el 13 de octubre de 2005, con el mismo resultado.

## Detalles de la construcción
El monumento completo se eleva 169,29 metros (555 pies y 5⅛ pulgadas), con los siguientes materiales de construcción y detalles:
- Fase 1 (de 1848 a 1858): hasta los 46 metros (152 pies) de altura, bajo la dirección del superintendente William Daugherty.

Exterior: Mármol blanco de Texas (Maryland), cerca de Cockeysville (Maryland), y de Sheffield (Massachusetts)
- Fase 2 (de 1878 a 1888): trabajo llevado a cabo por el Cuerpo de Ingenieros del Ejército de los Estados Unidos, liderados por el teniente coronel Thomas L. Casey.

Exterior: Mármol blanco de otra cantera de Cockeysville 
Interior: Granito de Maine
El piramidión es de aluminio, un metal muy raro en aquella época, cuyo valor era cercano al de la plata. Lo elaboró William Frishmuth (se puede encontrar su historia detallada en la revista JOM).

### Inscripciones
Las cuatro caras del piramidión tienen las siguientes inscripciones en inglés:
| Cara norte | Cara oeste | Cara sur | Cara este                          |
| --- | --- | --- | ---------------------------------- |
| JOINT COMMISSION AT SETTING OF CAPSTONE. CHESTER A. ARTHUR. W. W. CORCORAN, Chairman. M. E. BELL. EDWARD CLARK. JOHN NEWTON. Act of August 2, 1876. | CORNER STONE LAID ON BED OF FOUNDATION JULY 4, 1848. FIRST STONE AT HEIGHT OF 152 FEET LAID AUGUST 7, 1880. CAPSTONE SET DECEMBER 6, 1884. | CHIEF ENGINEER AND ARCHITECT, THOS. LINCOLN CASEY, COLONEL, CORPS OF ENGINEERS.foundhere Assistants: GEORGE W. DAVIS, CAPTAIN, 14TH INFANTRY, BERNARD R. GREEN, CIVIL ENGINEER. Master Mechanic. P. H. MCLAUGHLIN. | LAUS DEO. Praise be to God (Latin) |

Traducidas al idioma español:
| Cara norte | Cara oeste | Cara sur | Cara este                                 |
| --- | --- | --- | ----------------------------------------- |
| COMISIÓN MIXTA A LA PUESTA DE LA ÚLTIMA PIEDRA. CHESTER A. ARTHUR. W. W. CORCORAN, Presidente. M. E. BELL. EDWARD CLARK. JOHN NEWTON. Acto de 2 de agosto de 1876. | PRIMERA PIEDRA PUESTA EN LA CIMENTACIÓN EL 4 DE JULIO DE 1848. PRIMERA PIEDRA PUESTA A LA ALTURA DE 152 PIES EL 7 DE AGOSTO DE 1880. ÚLTIMA PIEDRA PUESTA EL 6 DE DICIEMBRE DE 1884. | INGENIERO JEFE Y ARQUITECTO, THOS. LINCOLN CASEY, CORONEL, CUERPO DE INGENIEROS. Ayudantes: GEORGE W. DAVIS, CAPITÁN, INFANTERÍA, BERNARD R. GREEN, INGENIERO CIVIL. Maestro Mecánico. P. H. MCLAUGHLIN. | LAUS DEO. Alabado sea el Señor (en Latín) |

El coste total del monumento fue de 1 187 710 dólares.

### Estructura exterior
- Altura total del monumento: 169,294 m (555 pies 5⅛ pulgadas)
- Altura desde la entrada al nivel de observación: 152 m (500 pies)
- Anchura en la base del monumento: 16,80 m (55 pies 1½ pulgadas)
- Anchura al final del ascensor: 10,5 m (34 pies 5 pulgadas)
- Anchura de los muros en la base: 4,6 m (15 pies)
- Anchura de los muros en el nivel de observación: 460 mm (18 pulgadas)
- Peso total del monumento: 82 421 toneladas
- Número de bloques de piedra: 36 491

### Piramidión superior y última piedra
- Peso del piramidión superior: 172 t
- Peso de la última piedra: 1,5 t
- Longitud de cada lado de la última piedra: 914 mm (3 pies)
- Anchura del piramidión de aluminio: 142 mm (5,6 pulgadas) en cada uno de los cuatro lados
- Altura de la punta del piramidión de aluminio: 226 mm (8,9 pulgadas)
- Peso de la punta de aluminio: 2,8 kg (100 oz)

Véase frustum.

### Cimientos
- Profundidad de los cimientos: 11,23 m (36 pies 10 pulgadas)
- Peso de los cimientos: 33 486 toneladas
- Área de los cimientos: 1487 m² (16,001 pies²)

### Interior
- Número de piedras conmemorativas en las escaleras: 193
- Instalación del ascensor actual: 1998
- Instalación de la cabina del ascensor actual: 2001
- Tiempo de subida del ascensor: Un minuto
- Número de escalones hasta la cima: 897